# Basilica di Santa Maria in Via Lata

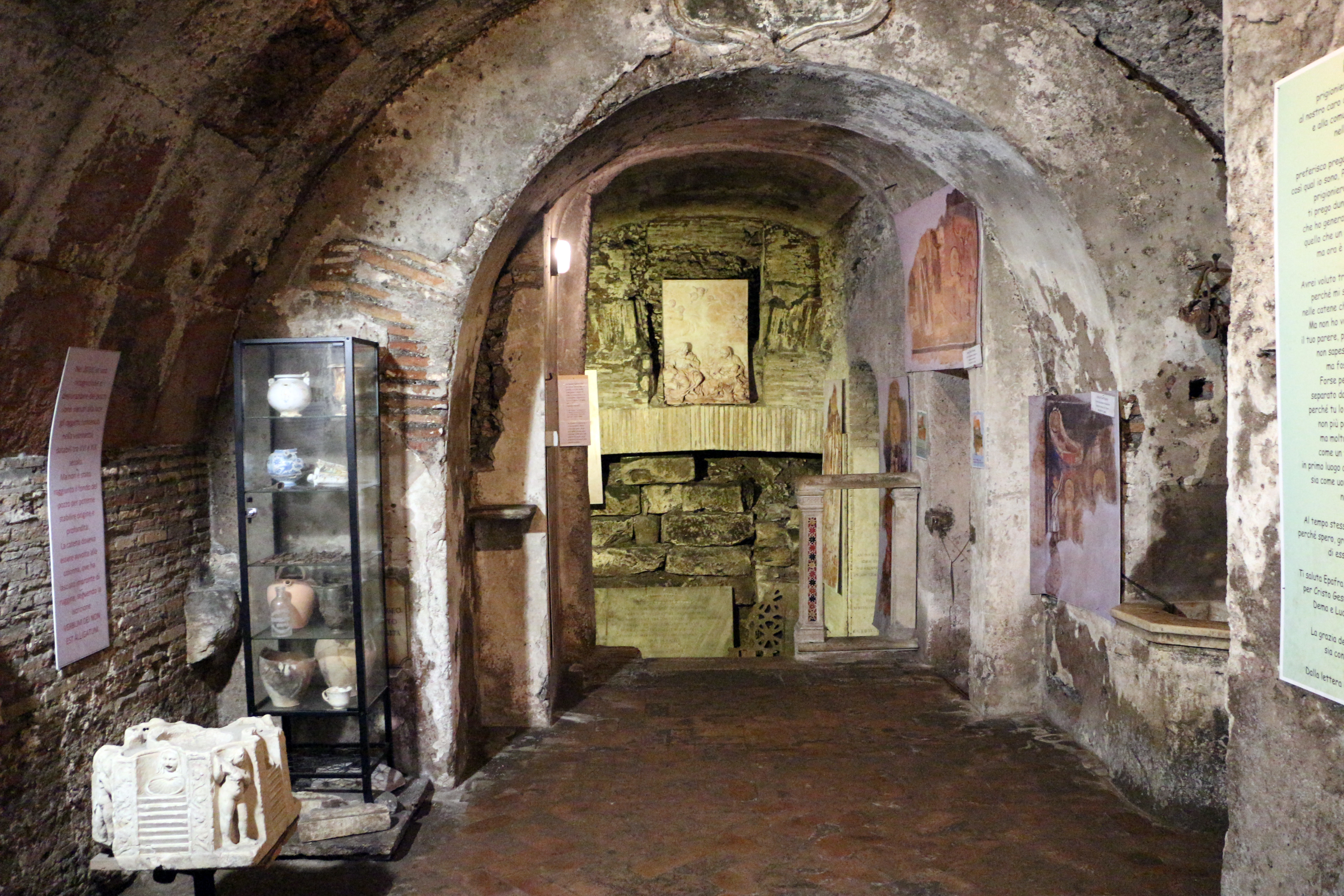
Ambienti sotterranei

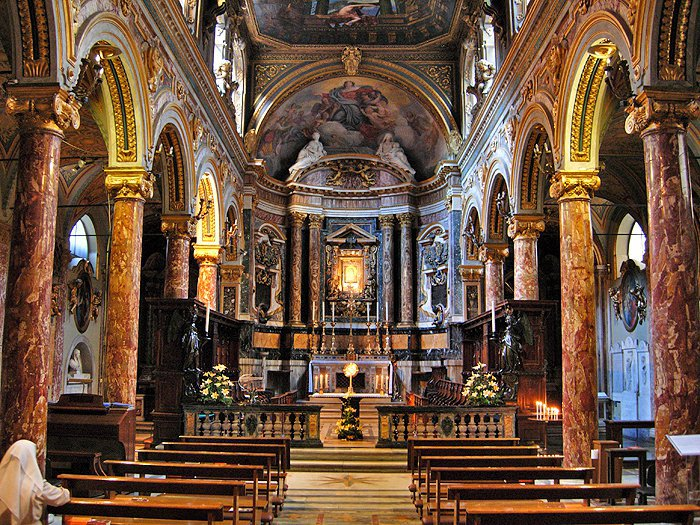
Interno

La basilica di Santa Maria in Via Lata è un luogo di culto cattolico di Roma, nel rione Pigna. La chiesa è sita in via del Corso, l'antica via Lata, da cui l'attributo della chiesa.

## Storia
La tradizione afferma che Paolo di Tarso sia vissuto in questo luogo agli arresti domiciliari in attesa del processo; una simile affermazione è però fatta anche per la chiesa di San Paolo alla Regola.

### Gli ambienti sotterranei
In realtà l'edificio si fonda su un portico di I secolo che correva parallelo alla via Flaminia, sui cui resti insiste anche l'adiacente Palazzo Doria-Pamphili, e che fu considerato fino all'Ottocento (anche dal Lanciani) come facente parte dei Saepta Iulia (la cui posizione è stata invece individuata più spostata verso il Pantheon). Il portico fu comunque trasformato in spazio commerciale (horrea) attorno al V secolo, e in tale spazio si insediò una diaconia con annesso oratorio, che fu il primo luogo di culto cristiano dell'area.
Tale ambiente sotterraneo si compone di diverse parti e vi misero mano anche Pietro da Cortona ed i suoi collaboratori all'epoca della ristrutturazione seicentesca. Fino a poco tempo fa nella cripta erano ubicati diversi affreschi medievali, staccati per ragioni conservative ed ora visibili presso il Museo della Crypta Balbi. In loco restano le riproduzioni di tali affreschi, alcuni marmi lavorati dai cosmati ed anche una colonna in marmo alla quale, secondo tradizioni medievali, sarebbe stato legato l'Apostolo Paolo. In una stanza della cripta è infine ubicato un rilievo marmoreo, opera di un collaboratore di Pietro da Cortona.
Tra il VII e il IX secolo vennero aggiunte le decorazioni della struttura inferiore, ora rimosse per ragioni conservative, di cui rimane il pavimento in stile cosmatesco.

### La chiesa
La struttura superiore della chiesa fu aggiunta nel IX secolo.
In occasione del suo rifacimento intorno al 1491 ad opera di Innocenzo VIII Cybo, che per memoria murò il proprio stemma nel fianco destro della chiesa, sulla via Lata, vennero rimossi i resti dell'Arcus Novus eretto da Diocleziano nel 303 e venne demolita la chiesa di San Ciriaco de Camilliano.
La chiesa, che per la sua posizione era molto afflitta dalle frequenti inondazioni del Tevere, fu poi demolita e ricostruita nel 1639 da Cosimo Fanzago; la facciata, con colonne corinzie che danno una forte spinta verticale, fu completata nel 1658-1660 su disegno di Pietro da Cortona. L'arco a tutto sesto al piano superiore, che interrompe la trabeazione ed entra in un timpano triangolare cita esempi antichi come il Palazzo di Diocleziano a Spalato, questo espediente architettonico ha un nome ed è serliana. 
Nel 1653 vi fu sepolto il musicista Luigi Rossi.

## Opere d'arte
La chiesa ospita un'icona della Vergine avvocata del XIII secolo, alla quale si attribuiscono dei miracoli, come pure reliquie di Sant'Agapito, diacono e martire del III secolo, custodite sotto l'icona. Il poeta Antonio Tebaldeo (1462-1537), amico di Raffaello Sanzio, fu sepolto qui nel 1537, in una tomba poi ricostruita nel 1776. Alcuni esponenti della famiglia Bonaparte ebbero provvisoria sepoltura nella chiesa. È rimasto il monumento funebre di Zenaide Bonaparte.
La pala del primo altare a destra è il Martirio di sant'Andrea (1685) di Giacinto Brandi; a destra del dipinto di Brandi vi è un ovale con L'Annunciazione di Agostino Masucci.  La pala del secondo altare laterale destro è il Santi Giuseppe, Nicola e Biagio di Giuseppe Ghezzi; a destra dell'altare, sulla parete, è conservata la Adorazione dei Magi sempre del Masucci. Giacinto Brandi realizzò tra il 1653 e il 1654 anche la decorazione del soffitto, con tre grandi dipinti, di cui quello centrale che rappresenta l'incoronazione della Vergine è ancora visibile, mentre gli altri due, dedicati alle quattro virtù cardinali, sono stati cancellati durante il restauro della chiesa avvenuto durante il pontificato di Pio IX.
La cappella alla sinistra dell'abside ospita la Madonna con bambino e santi Ciriaco e Caterina di Giovanni Odazzi. Il secondo altare a sinistra ospita il San Paolo battezza Sabina e figli di Pier Leone Ghezzi e la Vergine e santi di Pietro de Pietri. Altri quadri sono di Agostino Masucci (San Gioacchino e Sant'Anna e lo Sposalizio della vergine).